# Landtagswahl in Niederösterreich 1954
- VO: 3
- SPÖ: 23
- ÖVP: 30

Die Landtagswahl in Niederösterreich 1954 fand am 17. Oktober, gemeinsam mit den Landtagswahlen in Salzburg und Vorarlberg sowie den Gemeinderatswahlen in Wien, statt. Die ÖVP konnte, trotz des Verlustes eines Mandats, die absolute Mehrheit im Landtag erhalten und erreichte 30 der 56 Mandate.

## Antretende Parteien und Wahlkreise
Zur Wahl traten in Niederösterreich vier Parteien an:
- Österreichische Volkspartei (ÖVP)
- Sozialistische Partei Österreichs (SPÖ)
- Wahlgemeinschaft Österreichische Volksopposition (VO)
- Wahlpartei der Unabhängigen (WdU)

Die KPÖ trat bei dieser Wahl als „Wahlgemeinschaft Österreichische Volksopposition“ an. Wie schon bei der Landtagswahl 1949 wurde in vier Wahlkreisen gewählt.

## Vorläufiges Wahlergebnis
Um die teilweise großen Unterschiede in den Wahlkreisen darzustellen, ist nachfolgend das vorläufiges Wahlergebnis vom 19. Oktober 1954 dargestellt. Da die Restmandate noch nicht fix ausgezählt waren, sind in der Zeile „Gesamt“ die Grundmandate und nach dem Plus die Restmandate angeführt.
| Partei                         | Gesamt  | Gesamt  | ÖVP     | ÖVP     | ÖVP     | SPÖ     | SPÖ     | SPÖ     | VO      | VO     | VO     | WdU     | WdU    | WdU   |
| Partei                         | Stimmen | Mand.   | Stimmen | %       | Mand.   | Stimmen | %       | Mand.   | Stimmen | %      | Mand.  | Stimmen | %      | Mand. |
| Viertel ober dem Manhartsberg  | 157.157 | 10      | 97.866  | 62,27 % | 7       | 52.011  | 33,09 % | 3       | 4168    | 2,65 % | 0      | 3112    | 1,98 % | 0     |
| Viertel unter dem Manhartsberg | 187.703 | 11      | 110.889 | 59,08 % | 7       | 63.850  | 34,02 % | 4       | 8985    | 4,79 % | 0      | 3979    | 2,12 % | 0     |
| Viertel ober dem Wienerwald    | 223.723 | 14      | 121.093 | 54,13 % | 8       | 89.008  | 39,78 % | 6       | 13.059  | 5,84 % | 0      | 563     | 0,25 % | 0     |
| Viertel unter dem Wienerwald   | 287.948 | 17      | 106.820 | 37,10 % | 7       | 148.265 | 51,49 % | 9       | 23.501  | 8,16 % | 1      | 9362    | 3,25 % | 0     |
| Gesamtergebnis                 | 856.531 | 52 (+4) | 436.668 | 50,98 % | 29 (+1) | 353.134 | 41,23 % | 22 (+1) | 49.713  | 5,8 %  | 1 (+2) | 17.016  | 1,99 % | 0     |

## Amtliches Endergebnis
|                     | Ergebnisse 1954  | Ergebnisse 1954  | Ergebnisse 1954  | Ergebnisse 1949 | Ergebnisse 1949 | Ergebnisse 1949 | Differenzen | Differenzen | Differenzen |
| ------------------- | ---------------- | ---------------- | ---------------- | --------------- | --------------- | --------------- | ----------- | ----------- | ----------- |
| Stimmen             | %                | Mand.            | Stimmen          | %               | Mand.           | Stimmen         | %           | Mand.       |             |
| Wahlberechtigte     | 927.472          |                  |                  | 920.981         |                 |                 | + 6.491     |             |             |
| Abgegebene Stimmen  | 878.855          | 94,76 %          |                  | 892.672         | 96,93 %         |                 | - 13.817    | - 2,17 %    |             |
| ungültige Stimmen   | 17.419           | 1,88 %           |                  | 10.304          | 1,12 %          |                 | + 7.115     | + 0,76 %    |             |
| gültige Stimmen     | 861.436          | 92,88 %          |                  | 882.368         | 95,81 %         |                 | - 20.932    | - 2,93 %    |             |
| Partei              |                  |                  |                  |                 |                 |                 |             |             |             |
| ÖVP                 | 436.686          | 50,69 %          | 30               | 463.053         | 52,48 %         | 31              | - 26.367    | - 1,79 %    | - 1         |
| SPÖ                 | 353.070          | 40,99 %          | 23               | 329.549         | 37,35 %         | 22              | + 23.521    | + 3,64 %    | + 1         |
| VO                  | 49.641           | 5,76 %           | 3                | 48.217          | 5,46 %          | 3               | + 1.424     | + 0,30 %    | ± 0         |
| WdU                 | 22.039           | 2,56 %           | 0                | 38.779          | 4,40 %          | 0               | - 16.740    | - 1,84 %    | ± 0         |
| Demokratische Union | nicht kandidiert | nicht kandidiert | nicht kandidiert | 1265            | 0,14 %          | 0               | - 1265      | - 0,14 %    | ± 0         |
| Vierte Partei       | nicht kandidiert | nicht kandidiert | nicht kandidiert | 1505            | 0,17 %          | 0               | - 1505      | - 0,17 %    | ± 0         |
| Gesamt              | 861.436          | 100 %            | 56               | 882.368         | 100 %           | 56              | +           | ± 0         | ± 0         |